# Olympische Sommerspiele 1920/Hockey
Bei den VII. Olympischen Spielen 1920 in Antwerpen wurde ein Wettbewerb im Hockey (Herren) ausgetragen. Es war nach 1908 erst das zweite olympische Hockeyturnier und hatte vier Teilnehmer: Gastgeber Belgien, Dänemark, Frankreich und Großbritannien. Deutschland war bei diesen ersten Spielen nach dem Ersten Weltkrieg nicht zugelassen.

## Ergebnisse
Die vier teilnehmenden Teams spielt eine einfache Runde „jeder gegen jeden“. Ein Sieg zählte 2 Punkte. Frankreich gab sein letztes Spiel gegen Großbritannien kampflos ab.
| Einfache Runde | Einfache Runde | Einfache Runde              | Einfache Runde |
| -------------- | -------------- | --------------------------- | -------------- |
| 1. September   |                | Großbritannien – Dänemark   | 5:1            |
| 1. September   |                | Belgien – Frankreich        | 3:2 (2:1)      |
| 3. September   |                | Großbritannien – Belgien    | 12:1 (7:1)     |
| 3. September   |                | Dänemark – Frankreich       | 9:1 (2:1)      |
| 4. September   |                | Großbritannien – Frankreich | GBR kampflos   |
| 5. September   |                | Dänemark – Belgien          | 5:2            |

| Abschlusstabelle | Abschlusstabelle | Abschlusstabelle | Abschlusstabelle | Abschlusstabelle |
| Platz            | Team             | Spiele           | Tore             | Punkte           |
| ---------------- | ---------------- | ---------------- | ---------------- | ---------------- |
| 1.               | Großbritannien   | 3                | 17:02            | 6                |
| 2.               | Dänemark         | 3                | 15:08            | 4                |
| 3.               | Belgien          | 3                | 06:19            | 2                |
| 4.               | Frankreich       | 3                | 03:12            | 0                |

## Teams
| | | | 4 |
| Großbritannien | Dänemark | Belgien | Frankreich |
| --- | --- | --- | --- |
| Charles Atkin Jack Bennett Colin Campbell Harold Cassels Harold Cooke Eric Crockford Reginald Crummack Harry Haslam Arthur Leighton Charles Marcon John McBryan George McGrath Stanley Shoveller William Smith Cyril Wilkinson | Hans Bjerrum Ejvind Blach Niels Blach Steen Due Thorvald Eigenbrod Frands Faber Hans Jørgen Hansen Hans Herlak Henning Holst Erik Husted Paul Metz Andreas Rasmussen | André Becquet Pierre Chibert Raoul Daufresne de la Chevalerie Fernand de Montigny Charles Delelienne Louis Diercxsens Robert Gevers Adolphe Goemaere Charles Gniette Raymond Keppens René Strauwen Pierre Valcke Maurice van den Bemden Jean Van Nérom | Paul Haranger Robert Lelong Pierre Estrabant Georges Breuille Jacques Morise Edmond Loriol Désiré Guard Roland Bedel André Bonnal Gaston Rogot Pierre Rollin |